# 希羅凱 (瓦西里夫卡區)
47°25′25″N 35°23′41″E / 47.42361°N 35.39472°E
希羅凯（烏克蘭語：Широке）是位於烏克蘭東南部的村莊，由扎波羅熱州瓦西里夫卡區的瓦西里夫卡市鎮負責管轄。該村始建於1945年，面積23.7平方公里，海拔高度63米，2001年人口715，人口密度每平方公里30.2人。